# Rhinopoma microphyllum
Rhinopoma microphyllum é uma espécie de morcego da família Rhinopomatidae. Pode ser encontrado do norte da África e sudoeste da Ásia até a Índia, Bangladesh e Mianmar.